# Юсуф аль-Куаїд
Юсу́ф аль-Куаї́д (англ. Yusuf al-Q(u)a'id; *1944, с. Ад-Дахрія, Бухейра, Єгипет) — єгипетський письменник, один із провідних літераторів країни, автор гостросоціальної прози.

## Біографія
Юсуф аль-Куаїд народився у селі Ад-Дахрія провінції Бухейра (регіон Дельти Нілу) в родині дрібного торгівця.
Спершу навчався в духовній школі (куттабі), потому в учительському інституті. Деякий час викладав у школі.
У 1965—72 роки — служив у армії. Са́ме перебуваючи на військовій службі, Ю. аль-Куаїд розпочав літературну діяльність. 
Деякі з творів письменника, який став одним із провідних єгипетських літераторів, на батьківщині заборонялись.

## Творчість
Юсуф аль-Куаїд — автор понад 10 романів і повістей та декількох збірників оповідань і новел. 
Дія творів аль-Куаїда розгортається переважно в районі Дельті Нілу, його селах і містечках, зокрема і в рідному селі автора — Ад-Дахрії. Ці твори — своєрідний історичний зріз єгипетського села, змін і розвитку, що в ньому відбуваються. Якщо в першій повісті аль-Куаїда «Траур» (1969) — Ад-Дахрія це зосередження архаїчних відносин, патріархільний світ, то у подальших, що ув'язувалося з актуальними подіями (Жовтнева війна 1973 року, Садатівська політика), яскравіше вимальовуються суспільні протиріччя й соціальні конфлікти єгипетського буття. Са́ме за виставляння на показ проблем єгипетського суспільства (тотальна корупція, формалізм, напівфеодальні земельні і трудові відносини, зубожіння і неграмотність селян) письменника дуже часто критикували у Єгипті.
Юсуфові Аль-Куаїду притаманне глибоке знання побуту й життя єгипетської глибинки. Чимало критиків відмічають оригінальну манеру письма аль-Куаїда — поєднання документалізму й ліризму; своєрідний гумор (фактично сатира), якому навіть вдається пом'якшувати трагізм описуваних подій; новаторські літературні прийоми — наприклад, авторська мова, поєднана з оповідками (в т.ч. у формі листів чи звітів) персонажів творів.
Гостросоціально спрямовані твори аль-Куаїда перекладали й видавали російською в СРСР у 1970-ті роки, повість автора «Війна на єгипетській землі» стала першим англомовним перекладом його творів.